# From Death to Destiny
A From Death to Destiny a brit, metalcore stílusú Asking Alexandria együttes harmadik stúdióalbuma a Sumerian Records kiadásában. Az együttes hivatalos weboldala 2013. augusztus 6-át jelöli meg a kiadás dátumának.
A legújabb kislemez a „The Death of Me”-vel jelent meg 2013. március 28-án, amikor a Sumerian Records feltöltötte a YouTube csatornájára.

## Számlista
| 1.    | Don't Pray for Me    |  |
| 2.    | Killing You          |  |
| 3.    | The Death of Me      |  |
| 4.    | Run Free             |  |
| 5.    | Break Down The Walls |  |
| 6.    | Poison               |  |
| 7.    | Believe              |  |
| 8.    | Creature             |  |
| 9.    | White Line Fever     |  |
| 10.   | Moving On            |  |
| 11.   | Until The End        |  |
| 12.   | Dead                 |  |
| 42:51 |                      |  |

## Közreműködők
| Asking Alexandria - Ben Bruce – gitár, háttérének - Danny Worsnop – ének, billentyűs hangszerek, szintetizátor, programming - Sam Bettley – basszusgitár - James Cassells – dob, ütőhangszerek - Cameron Liddell – ritmusgitár | Egyéb - Joey Sturgis – producer, hangmérnök - Nick Sampson – további hangmérnöki munka és szerkesztés - Jeff Dunne – további szerkesztés - David Bendeth – keverés, maszterizálás |